# Melissa Etheridge
Melissa Lou Etheridge (Leavenworth, Kansas, 29 mei 1961) is een Amerikaanse singer-songwriter. Ze scoorde in Nederland haar grootste hit met Like the Way I Do (1989), waarvan een liveversie in het voorjaar van 1993 een top 3-hit werd in zowel de Nederlandse Top 40 als de Mega Top 50. Haar eerste optreden in Nederland was op 15 oktober 1989, in Rotterdam Ahoy, in het voorprogramma van Huey Lewis & the News.
Etheridge is ook bekend als activist voor homorechten. Tijdens de eerste inauguratie van president Bill Clinton in januari 1993, maakte ze publiekelijk bekend dat ze lesbienne is.
In 2007 werd haar hit I Need to Wake Up bekroond met een Oscar voor originele song in de film An Inconvenient Truth. In 2011 kreeg ze een ster op de beroemde Hollywood Walk of Fame.

## Privéleven
Van 1990 tot 2000 was Etheridge getrouwd. Het paar kreeg twee kinderen. In 2001 documenteerde Etheridge de breuk en andere ervaringen in haar boek. Van 2003 tot 2010 was ze opnieuw getrouwd. Het paar heeft een tweeling. Melissa is sinds 1985 woonachtig in Los Angeles. 
Tijdens de Grammy Awards in 2005 maakte ze haar terugkeer naar het podium waar ze het nummer Piece of My Heart speelde van Janis Joplin. 
Melissa Etheridge kreeg in 2013 een relatie met een goede vriendin. Het paar trouwde op 31 mei 2014 in San Ysidro Ranch in Montecito, Californië.

## Discografie

### Albums
| Album met eventuele hitnotering(en) in de Nederlandse Album Top 100 | Datum van verschijnen | Datum van binnenkomst | Hoogste positie | Aantal weken | Opmerkingen   |
| ------------------------------------------------------------------- | --------------------- | --------------------- | --------------- | ------------ | ------------- |
| Melissa Etheridge                                                   | 1988                  | 24-06-1989            | 9               | 38           |               |
| Brave and crazy                                                     | 1989                  | 30-09-1989            | 30              | 9            |               |
| Never enough                                                        | 1991                  | 28-03-1992            | 16              | 42           |               |
| Yes I am                                                            | 1993                  | 02-10-1993            | 5               | 17           |               |
| Your little secret                                                  | 1995                  | 18-11-1995            | 15              | 29           |               |
| Breakdown                                                           | 1999                  | 09-10-1999            | 20              | 8            |               |
| Skin                                                                | 2001                  | 04-08-2001            | 30              | 7            |               |
| Lucky                                                               | 2004                  | 21-02-2004            | 29              | 9            |               |
| Greatest hits: The road less traveled                               | 2005                  | 29-10-2005            | 73              | 6            | Verzamelalbum |
| The awakening                                                       | 25-07-2007            | 29-09-2007            | 28              | 4            |               |
| A new thought for Christmas                                         | 2008                  | -                     |                 |              |               |
| Fearless love                                                       | 23-04-2010            | 01-05-2010            | 28              | 4            |               |
| 4th street feeling                                                  | 2012                  | 08-09-2012            | 31              | 2            |               |
| This is M.E.                                                        | 2014                  | 18-10-2014            | 30              | 2            |               |
| A little bit of me: Live in L.A.                                    | 2015                  | 18-07-2015            | 96              | 1            | Livealbum     |
| Memphis (rock and soul)                                             | 2016                  | 15-10-2016            | 82              | 1            |               |
| Unplugged                                                           | 2018                  | -                     |                 |              |               |
| The medicine show                                                   | 2019                  | 20-04-2019            | 85              | 1            |               |

| Album met hitnotering(en) in de Vlaamse Ultratop 200 albums | Datum van verschijnen | Datum van binnenkomst | Hoogste positie | Aantal weken | Opmerkingen |
| ----------------------------------------------------------- | --------------------- | --------------------- | --------------- | ------------ | ----------- |
| Your little secret                                          | 1995                  | 02-12-1995            | 33              | 5            |             |
| 4th street feeling                                          | 2012                  | 08-09-2012            | 161             | 3            |             |
| This is M.E.                                                | 2014                  | 21-02-2015            | 106             | 2            |             |
| Memphis (rock and soul)                                     | 2016                  | 15-10-2016            | 121             | 2            |             |
| The medicine show                                           | 2019                  | 20-04-2019            | 168             | 1            |             |

### Singles
| Single met eventuele hitnotering(en) in de Nederlandse Top 40 | Datum van verschijnen | Datum van binnenkomst | Hoogste positie | Aantal weken | Opmerkingen                           |
| ------------------------------------------------------------- | --------------------- | --------------------- | --------------- | ------------ | ------------------------------------- |
| Bring Me Some Water                                           | 1988                  | -                     |                 |              |                                       |
| Like the Way I Do                                             | 1989                  | 01-07-1989            | 20              | 7            | #16 in de Nationale Hitparade Top 100 |
| No Souvenirs                                                  | 1989                  | 23-09-1989            | tip14           | -            | #71 in de Nationale Hitparade Top 100 |
| You Can Sleep While I Drive                                   | 1990                  | 07-07-1990            | tip19           | -            | #56 in de Nationale Top 100           |
| 2001                                                          | 1992                  | 20-06-1992            | tip8            | -            | #74 in de Nationale Top 100           |
| Dance without Sleeping                                        | 1992                  | 17-10-1992            | tip16           | -            | #74 in de Nationale Top 100           |
| Like the Way I Do (Live)                                      | 1993                  | 09-01-1993            | 3               | 13           | #2 in de Mega Top 50                  |
| Must Be Crazy for Me                                          | 1993                  | 03-04-1993            | 14              | 7            | #30 in de Mega Top 50 / Alarmschijf   |
| I'm the Only One                                              | 1993                  | 09-10-1993            | 28              | 4            | #26 in de Mega Top 50                 |
| Your Little Secret                                            | 1995                  | 04-11-1995            | 36              | 3            | #25 in de Mega Top 50                 |
| I Want to Come Over                                           | 1996                  | 10-02-1996            | tip12           | -            |                                       |
| Nowhere to Go                                                 | 1996                  | 29-06-1996            | tip2            | -            |                                       |
| Angels Would Fall                                             | 1999                  | 04-09-1999            | tip9            | -            | #61 in de Mega Top 100                |
| I Want to Be in Love                                          | 2001                  | -                     |                 |              | #80 in de Mega Top 100                |
| Breathe                                                       | 2004                  | -                     |                 |              | #96 in de B2B Single Top 100          |

| Single met hitnotering(en) in de Vlaamse Ultratop 50 | Datum van verschijnen | Datum van binnenkomst | Hoogste positie | Aantal weken | Opmerkingen              |
| ---------------------------------------------------- | --------------------- | --------------------- | --------------- | ------------ | ------------------------ |
| Like the Way I Do (Live)                             | 1993                  | 06-03-1993            | 38              | 1            | #22 in de Radio 2 Top 30 |

### NPO Radio 2 Top 2000
| Nummers met noteringen in de NPO Radio 2 Top 2000 | '00 | '01 | '02 | '03 | '04 | '05 | '06 | '07 | '08 | '09 | '10 | '11 | '12 | '13 | '14 | '15  | '16  | '17  | '18 | '19 | '20 | '21 | '22 | '23 | '24 |
| ------------------------------------------------- | --- | --- | --- | --- | --- | --- | --- | --- | --- | --- | --- | --- | --- | --- | --- | ---- | ---- | ---- | --- | --- | --- | --- | --- | --- | --- |
| Like the Way I Do                                 | 191 | 222 | 209 | 235 | 267 | 445 | 445 | 459 | 356 | 629 | 623 | 561 | 510 | 563 | 533 | 820  | 809  | 696  | 536 | 609 | 587 | 537 | 625 | 662 | 760 |
| Like the Way I Do (live)                          | -   | -   | -   | -   | -   | -   | -   | -   | -   | -   | -   | -   | -   | -   | -   | 1238 | 1257 | 1488 | -   | -   | -   | -   | -   | -   | -   |

1. ↑  Een '-' betekent dat het nummer niet was genoteerd en een vetgedrukt getal geeft de hoogste notering van een nummer aan.
2. ↑  2000 was het eerste jaar met een notering voor Melissa Etheridge.

### Dvd's
| Dvd's met hitnoteringen in de DVD Top 30 | Datum van verschijnen | Datum van binnenkomst | Hoogste positie | Aantal weken | Opmerkingen |
| ---------------------------------------- | --------------------- | --------------------- | --------------- | ------------ | ----------- |
| Live... and alone                        | 2003                  | 08-02-2003            | 9               | 5            |             |
| A little bit of me: Live in L.A.         | 2015                  | 22-08-2015            | 25              | 2            |             |